# جولة خروج المغلوب في دوري أبطال آسيا 2011
تنافس مجموع من 16 فريق، 8 من غرب آسيا و 8 من شرق آسيا في جولة خروج المغلوب في دوري أبطال آسيا 2011. وهم يشملون فائزين الـ8 مجموعات ووصيفي الـ8 مجموعات من دور المجموعات.
في جولة الـ16، كل مواجهة سوف تلعب في مباراة واحدة، يستضيفها الفائز من كل مجموعة ضد وصيف مجموعة أخرى. في ربع النهائي ونصف النهائي، كل مواجهة لعبت على ساقين على أساس ذهاب-و-إياب. النهائي تستضيفه واحد من النهائيين، يحدد من قبل قرعة. قانون أهداف خارج القواعد (لمواجهات ساقين)، وقت إضافي وركلات ترجيحية سوف تستخم لحسم الفائز إذا لزم الأمر.
مباريات جولة الـ16 قررت قبل قرعة دور المجموعات. قرعة ربع النهائي، نصف النهائي، النهائي أقيمت بعد اكتمال جولة الـ16 في يوم 7 يونيو 2011 بمدينة كوالالمبور في ماليزيا.

## الفرق المتأهلة
| مجموعة | فائزين                 | وصيفين         |
| ------ | ---------------------- | -------------- |
| أ      | سباهان                 | الهلال         |
| ب      | السد                   | النصر          |
| ج      | الاتحاد                | بونيودكور      |
| د      | ذوب آهن                | الشباب         |
| ر      | غامبا أوساكا           | تيانجين تيدا   |
| س      | سيؤول                  | ناغويا غرامبوس |
| ص      | جيونبوك هيونداي موتورز | سيريزو أوساكا  |
| ط      | سوون سامسونغ بلووينغز  | كاشيما أنتلرز  |

## جولة الستة عشر
المباريات سوف تلعب من 24–25 مايو 2011.
| فريق 1                 | نتيجة | فريق 2         |
| ---------------------- | ----- | -------------- |
| سباهان                 | 3–1   | بونيودكور      |
| الاتحاد                | 3–1   | الهلال         |
| السد                   | 1–0   | الشباب         |
| ذوب آهن                | 4–1   | النصر          |
| غامبا أوساكا           | 0–1   | سيريزو أوساكا  |
| جيونبوك هيونداي موتورز | 3–0   | تيانجين تيدا   |
| سيؤول                  | 3–0   | كاشيما أنتلرز  |
| سوون سامسونغ بلووينغز  | 2–0   | ناغويا غرامبوس |

### المباريات
| جيونبوك هيونداي موتورز               | 0 – 3 | تيانجين تيدا |
| ------------------------------------ | ----- | ------------ |
| إينينهو 32'، 84' · لي سيونغ هيون 43' | تقرير |              |

| غامبا أوساكا | 1 – 0 | سيريزو أوساكا |
| ------------ | ----- | ------------- |
|              | تقرير | تاكاهاشي 88'  |

| سباهان                                       | 1 – 3 | بونيودكور     |
| -------------------------------------------- | ----- | ------------- |
| جاننواريو 28' · توريه 33' · عقيلي 69' (ضرب.) | تقرير | دودريفيتش 57' |

| الاتحاد                        | 3 – 1 | الهلال      |
| ------------------------------ | ----- | ----------- |
| نونو أسيس 15'، 59' · زياية 17' | تقرير | الدوسري 82' |

| سوون سامسونغ بلووينغز           | 0 – 2 | ناغويا غرامبوس |
| ------------------------------- | ----- | -------------- |
| يوم كي هون 23' · لي سانغ هو 57' | تقرير |                |

| سيؤول                                                      | 0 – 3 | كاشيما أنتلرز |
| ---------------------------------------------------------- | ----- | ------------- |
| بانغ سيونغ هوان 38' · داميانوفيتش 55' · كو ميونغ جين 90+2' | تقرير |               |

| ذوب آهن                             | 1 – 4 | النصر      |
| ----------------------------------- | ----- | ---------- |
| غازي 1' · كاسترو 5'، 63' · خيري 74' | تقرير | المطوع 67' |

| السد     | 0 – 1 | الشباب |
| -------- | ----- | ------ |
| كوني 12' | تقرير |        |

## ربع النهائي
المواجهة الأولى لعبت يوم 14 سبتمبر 2011، والمواجهة الثانية لعبت من 27–28 سبتمبر 2011.
| الفريق الأول          | إجم. | الفريق الثاني          | مباراة الذهاب | مباراة الإياب |
| --------------------- | ---- | ---------------------- | ------------- | ------------- |
| سيريزو أوساكا         | 5–9  | جيونبوك هيونداي موتورز | 3-4           | 6-1           |
| الاتحاد               | 3–2  | سيؤول                  | 1-3           | 1-0           |
| سباهان                | 2–4  | السد                   | 0-1           | 1-2           |
| سوون سامسونغ بلووينغز | 3–2  | ذوب آهن                | 1-1           | 1-2           |

ملاحظة 1: قررت لجنة الانضباط في الاتحاد الآسيوي اعتبار فريق السد فائزا في مباراة الذهاب امام فريق سباهان بنتيجة 3–0 بعد ثبوت اشراك فريق سباهان للاعب لا يحق له المشاركة. المباراة كانت قد انتهت بفوز سباهان بنتيجة 1-0 .

### الجولة الأولى
| سيريزو أوساكا                                                      | 3 – 4   | جيونبوك هيونداي موتورز                     |
| ------------------------------------------------------------------ | ------- | ------------------------------------------ |
| ريوجي باندو 29' · هيروشي كيوتاكي 56'، 81' · كيم بو كيونغ 64' (ض.ج) | التقرير | لي دونغ كوك 6'، 45+1' · تشاو سونغ هوان 58' |

| سوون سامسونغ بلووينغز | 1 – 1   | ذوب آهن  |
| --------------------- | ------- | -------- |
| هيون بوم بارك 66'     | التقرير | قاضي 57' |

| سباهان             | 0 – 1   | السد |
| ------------------ | ------- | ---- |
| اوميد إبراهيمي 12' | التقرير |      |

| الاتحاد                                        | 1 – 3   | سيؤول            |
| ---------------------------------------------- | ------- | ---------------- |
| محمد نور 45' · أسامة المولد 76' · وينديل 90+2' | التقرير | تشوي تاي اوك 83' |

### الجولة الثانية
| جيونبوك هيونداي موتورز                                             | 1 – 6 | سيريزو أوساكا |
| ------------------------------------------------------------------ | ----- | ------------- |
| اينينهو 31' · لي دونغ كوك 49'، 55'، 64'، 90+1' · كيم دونغ تشان 76' | تقرير | 72' كوماتسو   |

| سيؤول      | 0 – 1   | الاتحاد |
| ---------- | ------- | ------- |
| مولينا 85' | التقرير |         |

| ذوب آهن  | 2 – 1   | سوون سامسونغ بلووينغز                   |
| -------- | ------- | --------------------------------------- |
| غازي 50' | التقرير | 77' يانغ سانغ مين · 99' (ض.ج) نيريلتياك |

| السد      | 2 – 1   | سباهان               |
| --------- | ------- | -------------------- |
| نيانغ 86' | التقرير | 7' عماد · 27' اشجاري |

## نصف النهائي
أقيمت الجولة الأولى يوم 19 أكتوبر 2011، والجولة الثانية سوف تلعب يوم 26 أكتوبر 2011.
| الفريق الأول          | إجم. | الفريق الثاني          | مباراة الذهاب | مباراة الإياب |
| --------------------- | ---- | ---------------------- | ------------- | ------------- |
| سوون سامسونغ بلووينغز | 2-1  | السد                   | 2-0           | 0-1           |
| الاتحاد               | 5-3  | جيونبوك هيونداي موتورز | 3-2           | 2-1           |

### الجولة الأولى
| سوون سامسونغ بلووينغز | 2 – 0 | السد           |
| --------------------- | ----- | -------------- |
|                       | تقرير | نيانغ 70'، 81' |

| الاتحاد       | 3 – 2 | جيونبوك هيونداي موتورز                               |
| ------------- | ----- | ---------------------------------------------------- |
| هزازي 6'، 18' | تقرير | اينينهو 2' · سون سيونغ جوون 57' · تشاو سونغ هوان 77' |

### الجولة الثانية
| جيونبوك هيونداي موتورز | 1 – 2 | الاتحاد    |
| ---------------------- | ----- | ---------- |
| اينينهو 22'، 36'       | تقرير | وينديل 73' |

| السد | 1 – 0 | سوون سامسونغ بلووينغز |
| ---- | ----- | --------------------- |
|      | تقرير | أوه جانغ أون 7'       |

## النهائي
النهائي لعب في 5 نوفمبر 2011 على ملعب فريق جيونبوك كأحد المتأهلين للمباراة النهائية، حدد بواسطة قرعة. هذه الطريقة هي تغيير من نسخ 2009 و 2010، حين لعب النهائي في مكان محايد.
| جيونبوك هيونداي موتورز            | 2 – 2 (ب.و.إ.) | السد                                 |
| --------------------------------- | -------------- | ------------------------------------ |
| اينينهو 17' · سيونغ هيون لي 90+2' | تقرير          | وو يون سيم 30' (هدف عكسي) · كيتا 61' |

## وصلات خارجية
- صفحة دوري أبطال آسيا الرسمية
- لوائح مسابقات دوري أبطال آسيا 2011 نسخة محفوظة 14 ديسمبر 2010 على موقع واي باك مشين.
- جدول المباريات الرسمي دوري أبطال آسيا 2011